# Ichthydium cephalobares
Ichthydium cephalobares is een buikharige uit de familie Chaetonotidae. Het dier komt uit het geslacht Ichthydium. Ichthydium cephalobares werd in 1947 voor het eerst wetenschappelijk beschreven door Brunson. 